# Mariupolis 2
Mariupolis 2 ist ein Dokumentarfilm des litauischen Filmemachers Mantas Kvedaravičius, der im März 2022 während des russischen Angriffs auf die ukrainische Stadt Mariupol gedreht wurde. Es ist eine Fortsetzung seines Dokumentarfilmes Mariupolis aus dem Jahr 2016.

## Geschichte und Handlung
Mantas Kvedaravičius hatte sich bereits im Jahr 2015 für Dreharbeiten seines Dokumentarfilms Mariupolis in der Ukraine aufgehalten. Nach dem Einmarsch der russischen Armee in die Ukraine im Jahr 2022 reiste er erneut nach Mariupol, um die Situation der Bevölkerung und die Folgen des russischen Angriffs zu dokumentieren. Schauplatz großer Teile des Films ist eine ehemalige Kirche, in der viele Menschen und auch der Filmemacher selbst Zuflucht suchten und die sich nahe beziehungsweise in Sichtweite des belagerten Stahlwerkes Mariupol befindet.
Seinen Film Mariupolis 2 konnte Kvedaravičius nicht beenden, weil er bei seinem Fluchtversuch aus der Stadt am 2. April 2022 von russischen Soldaten erschossen wurde. Der Film wurde nach seinem Tod unter Mitarbeit seiner Lebensgefährtin Hanna Bilobrova von der Filmeditorin Dounia Sichov fertiggestellt.
Der Film wurde bei den 75. Filmfestspielen von Cannes im Mai 2022 uraufgeführt. Im September 2022 startete er in deutschen Kinos. Auch auf dem deutsch-französischen Fernsehsender Arte wurde der Film im Herbst 2022 ausgestrahlt.

## Rezeption

### Kritiken
In der Frankfurter Allgemeinen Zeitung hieß es nach der Weltpremiere in Cannes, man müsse den Film, der das Leid in der Stadt dokumentiere, als Flaschenpost betrachten. Diese solle vor allem all jene wachrütteln, die Russlands menschenverachtenden Krieg verharmlosten oder rechtfertigten. Im Vorwärts hieß es, Mariupolis 2 sei ein Aufschrei gegen das von Menschen über Menschen gebrachte Verderben, mitunter aber auch ein Schrei des Lebens in dunklen Tagen.
Der Filmdienst bemerkte, als schön und filmisch könnten vielleicht nur statische Aufnahmen mit Blick auf die Stadt bezeichnet werden, die sich immer wieder wiederholen. In dieser schrecklichen Realität, die sich nicht ästhetisieren lasse, wirkten sie wie Atavismen, die an ihren Urahn – den Film – erinnerten.

### Auszeichnungen
Europäischer Filmpreis 2022
- Auszeichnung als Bester Dokumentarfilm